# مشکات‌الزهرا صفی
مشکات‌الزهرا صفی (انگلیسی: Meshkatolzahra Safi؛ زادهٔ ۱۵ مرداد ۱۳۸۳ در کرج) تنیس‌باز اهل ایران است.
وی نخستین زن ایرانی در جمعِ برترین‌های تنیس جهان در سال ۲۰۲۱ میلادی است. او در حالی در رده ۶۹ دنیا قرار گرفت که تا پیش از آن، هیچ‌یک از بازیکنان ایرانی موفق به دستیابی به این رده نشده‌بود. صفی پس از چندین سال فعالیت در رده سنی نوجوانان - در طی فقط یک سال شش مقام قهرمانی در هفت تورنمنتِ جهانی را از آن خود کرده‌است. وی پس از کسب نتایج درخشان در مسابقات تور جهانی زیر ۱۸ سال موفق شد برای نخستین بار نام خود را در بین ۱۰۰ تنیس‌باز برتر جهان مطرح کند.

## مسابقات بین‌المللی
مشکات‌الزهرا صفی با عملکرد خود، مجوز حضور در رقابت‌های گراند اسلم جوانان ۲۰۲۲ در استرالیا را دریافت کرد. این تنیس‌بازِ جوانِ ایرانی نیز در جدولِ اصلی مسابقات حضور دارد. تونی آندروویچ مربی کروات این بازیکن را در مسابقات گراند اسلم استرالیا همراهی می‌کند.
به گفتهٔ وی؛ در همه رقابت‌ها به‌صورت شخصی و با هزینهٔ خود شرکت کرده و فدراسیون تنیس ایران هیچ پشتیبانی از وی نکرده و اسپانسری هم نداشته‌است.
رافائل نادال،تنیس‌باز سرشناس اسپانیایی در حاشیه مسابقات تنیس آزاد استرالیا ۲۰۲۲ در گفت‌و‌گو با رسانه‌ها عنوان کرد که افتخار می‌کند توانسته مشوق و الگوی مشکات‌الزهرا باشد. این دو بازیکن در حاشیه مسابقات با یکدیگر دیدار کرده بودند.

## فهرست منابع
1. ↑  «زندگینامه: مشکات‌الزهرا صفی (۱۳۸۳-)». همشهری آنلاین. ۲۰۲۲-۰۱-۲۳. دریافت‌شده در ۲۰۲۳-۰۸-۲۲.
2. 1 2  https://www.mehrnews.com/news/5391632/مشکات-الزهرا-صفی-نخستین-ایرانی-در-جمع-برترین-های-تنیس-دنیا-شد
3. 1 2 3  https://www.dw.com/fa-ir/حضور-دختر-تنیسباز-۱۷-ساله-ایرانی-در-گراند-اسلم-استرالیا/a-60472400
4. ↑  https://www.sarpoosh.com/sports-news/women-sport/women-sport1400101356.html
5. ↑  «خبرگزاری فارس - رافائل نادال: داستان دختر تنیس باز ایرانی شگفت انگیز است/ دیدن صفی فوق‌العاده بود+عکس». خبرگزاری فارس. ۲۰۲۲-۰۱-۲۶. دریافت‌شده در ۲۰۲۳-۰۸-۲۲.
6. ↑  «تصویری دیدنی از دختر تاریخ‌ساز تنیس ایران با رافائل نادال». www.khabarvarzeshi.com. ۲۰۲۲-۰۱-۲۴. دریافت‌شده در ۲۰۲۳-۰۸-۲۲.